# Pantasijiwka
Pantasijiwka (ukrainisch Пантазіївка; russisch Пантазиевка) ist ein Dorf der Landgemeinde Nowa Praha in der Oblast Kirowohrad in der Ukraine.

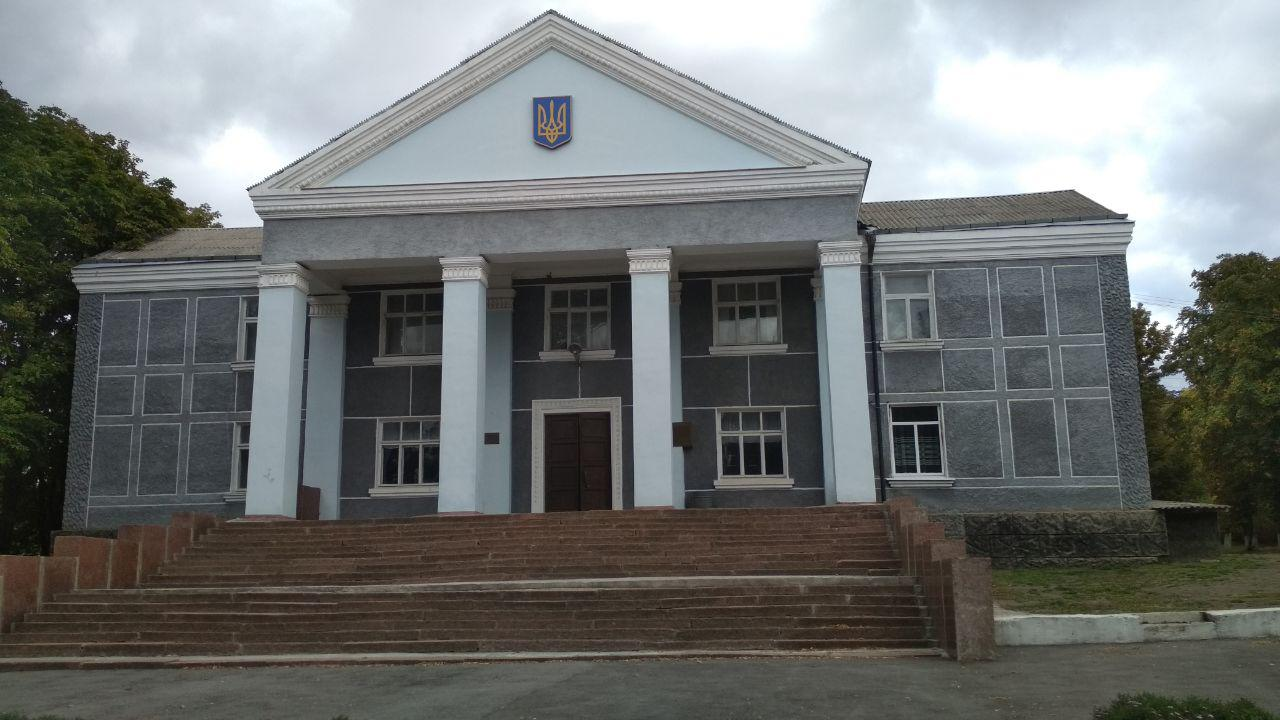
Kulturhaus

Der Ort liegt in der durch Landwirtschaft geprägten Steppenzone des Landes an der Straße von Nowa Praha zur Stadt Snamjanka. Die Route führt durch die Dörfer Trojanka und Nowooleksandriwka.

## Geschichte
Im 18. Jahrhundert gründeten ukrainische Kosaken hier die Siedlung Skelevati, benannt nach dem gleichnamigen Fluss. Im Jahr 1777 ließ der Gutsbesitzer Pantazii Bauern aus Tschernihiw und Poltawa ansiedeln und benannte das Dorf nach sich selbst. In der Nähe befand sich eine Lederfabrik.
Im Jahr 1800 lebten 669 Menschen im Ort, 1860 waren es 506, und 1886 zählte man 890 Einwohner. 1878 wurde eine Schule errichtet.
Während des Ersten Weltkriegs wurden 1914 über 150 Männer zum Kriegsdienst eingezogen. Während des Holodomor starben mehr als hundert Menschen.
Zwischen 1941 und 1943 war das Dorf von der Wehrmacht besetzt.

## Denkmäler
In einem nahe gelegenen Hain befindet sich ein Soldatenfriedhof mit den Gräbern von 532 sowjetischen Soldaten. Im Ort selbst steht ein weiteres Denkmal für die Gefallenen des Zweiten Weltkriegs.

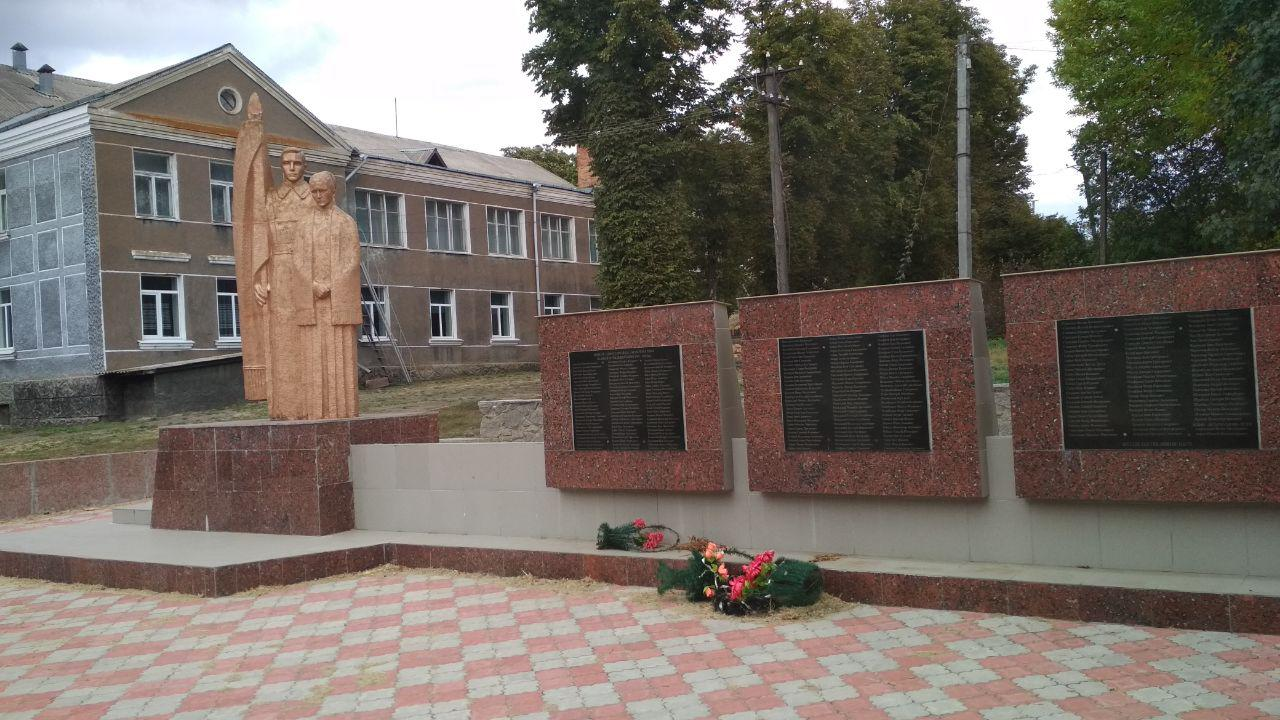
Kriegerdenkmal für die Gefallenen des Zweiten Weltkriegs
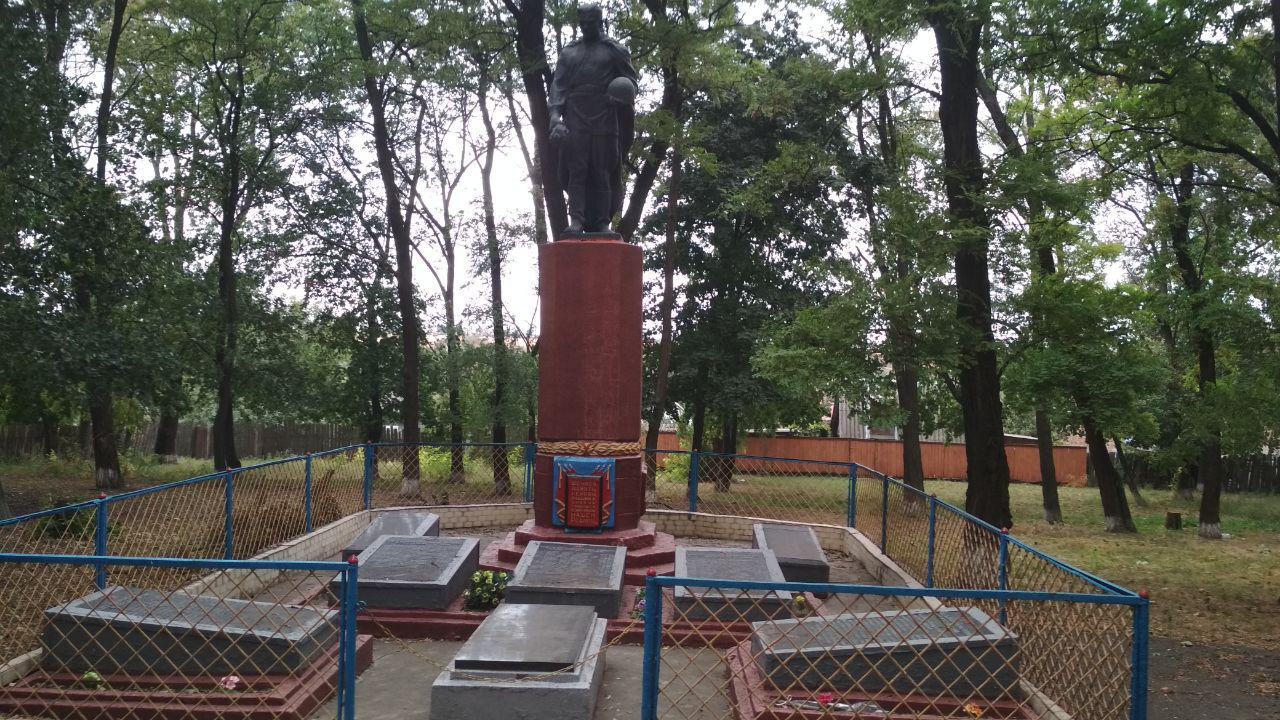
Soldatenfriedhof für Gefallene der Roten Armee